# Coccoloba salicifolia
Coccoloba salicifolia là một loài thực vật có hoa trong họ Rau răm. Loài này được Wedd. mô tả khoa học đầu tiên năm 1849.